# Премия журнала Empire за лучшую мужскую роль второго плана
Кинопремия «Империя» за лучшую мужскую роль второго плана (англ. Empire Award for Best Supporting Actor) - это категория премии «Империя», ежегодно присуждаемая британским киножурналом «Империя» в честь актёра, показавшего выдающуюся исполнение в второстепенной роли, работая в киноиндустрии. Кинопремия «Империя» за лучшую мужскую роль второго плана - одна из двух текущих наград, которые были впервые представлены на 19-й церемонии вручения премии «Империя» в 2014 году (вместе с лучшей актрисой второго плана), когда Майкл Фассбендер получил награду за свою роль в «12 лет рабства». Победителей определяют читатели журнала Empire.

## Победители и номинанты
В приведенном ниже списке победители перечислены сначала жирным шрифтом, за ними следуют другие номинанты. Номер церемонии (1-я, 2-я и т. д.) появляется в скобках после года награждения и связан со статьей (если есть) об этой церемонии.

### 2010е
| Год         | Актёр            | Фильм                           | Ссыл. |
| ----------- | ---------------- | ------------------------------- | ----- |
| 2014 (19-я) | Майкл Фассбендер | 12 лет рабства                  | [ 1 ] |
| 2014 (19-я) | Даниэль Брюль    | Гонка                           | [ 1 ] |
| 2014 (19-я) | Ричард Армитидж  | Хоббит: Пустошь Смауга          | [ 1 ] |
| 2014 (19-я) | Сэм Клафлин      | Голодные игры: И вспыхнет пламя | [ 1 ] |
| 2014 (19-я) | Том Хиддлстон    | Тор 2: Царство тьмы             | [ 1 ] |